# Naisten SM-sarja 1983/84
Die Saison 1983/84 war die zweite Austragung der höchsten finnischen Fraueneishockeyliga, der Naisten SM-sarja. Die Ligadurchführung erfolgte durch den finnischen Eishockeybund Suomen Jääkiekkoliitto. Den Meistertitel gewann erneut der Titelträger des Vorjahrs, der HJK Helsinki.

## Modus
Die zwölf Mannschaften spielten in drei Gruppen mit unterschiedlicher Teilnehmerzahl jeweils eine Einfachrunde mit Hin- und Rückspiel. Für einen Sieg gab es 2 Punkte, für ein Unentschieden einen. Insgesamt vier Mannschaften qualifizierten sich für das Finalturnier, dabei zwei aus der Süd-, eine aus der Ost- und eine weitere Mannschaft aus der Ost- oder Nordgruppe.

## Hauptrunde

### Gruppe Süd
| Platz | Name           | Spiele | S | U | N | Tore  | Punkte |
| ----- | -------------- | ------ | - | - | - | ----- | ------ |
| 1.    | HJK Helsinki   | 8      | 7 | 1 | 0 | 61:08 | 15     |
| 2.    | EVU Vantaa     | 8      | 6 | 1 | 1 | 62:10 | 13     |
| 3.    | Jäähonka Espoo | 8      | 4 | 0 | 4 | 18:36 | 8      |
| 4.    | HIFK Helsinki  | 8      | 2 | 0 | 6 | 27:42 | 4      |
| 5.    | Shakers Kerava | 8      | 0 | 0 | 8 | 06:78 | 0      |

### Gruppe Ost
| Platz | Name                 | Spiele | S | U | N | Tore  | Punkte |
| ----- | -------------------- | ------ | - | - | - | ----- | ------ |
| 1.    | Ilves Tampere        | 6      | 6 | 0 | 0 | 46:06 | 12     |
| 2.    | Tiikerit Hämeenlinna | 6      | 3 | 1 | 2 | 15:24 | 7      |
| 3.    | Ässät Pori           | 6      | 2 | 0 | 4 | 13:25 | 4      |
| 4.    | SaiPa Lappeenranta   | 6      | 0 | 1 | 5 | 10:29 | 1      |

### Gruppe Nord
| Platz | Name               | Spiele | S | U | N | Tore  | Punkte |
| ----- | ------------------ | ------ | - | - | - | ----- | ------ |
| 1.    | Sport Vaasa        | 4      | 4 | 0 | 0 | 38:08 | 8      |
| 2.    | Teräs-Kiekko Raahe | 4      | 1 | 1 | 2 | 13:24 | 3      |
| 3.    | Kiekko-Vesa Raahe  | 4      | 0 | 1 | 3 | 03:26 | 1      |

### Beste Scorer
Quelle: whockey.com; Abkürzungen: Sp = Spiele, T = Tore, V = Assists, Pkt = Punkte, SM = Strafminuten; Fett: Bestwert
| Spieler          | Mannschaft | Sp | T  | V | Pkt | SM |
| ---------------- | ---------- | -- | -- | - | --- | -- |
| Saari Krooks     | Sport      | 4  | 18 | 3 | 21  | 2  |
| Liisa Karikoski  | EVU        | 7  | 14 | 6 | 20  | 6  |
| Tarja Kujanpää   | HJK        | 8  | 12 | 7 | 19  | 10 |
| Elisa Koivunen   | HJK        | 8  | 14 | 3 | 17  | 0  |
| Aila Salminiitty | EVU        | 8  | 11 | 6 | 17  | 12 |
| Kati Luomajoki   | HJK        | 8  | 8  | 6 | 14  | 4  |
| Carola Krook     | EVU        | 7  | 6  | 7 | 13  | 0  |
| Jaana Ikonen     | Jäähonka   | 8  | 9  | 2 | 11  | 10 |
| Niina Honkanen   | HJK        | 8  | 6  | 5 | 11  | 6  |
| Hanna Teerijoki  | EVU        | 5  | 7  | 3 | 10  | 2  |
| Maria Böckelman  | HIFK       | 8  | 5  | 5 | 10  | 0  |
| Piia Vuorinen    | HJK        | 8  | 5  | 5 | 10  | 6  |
| Anne Bäckman     | Ilves      | 5  | 10 | 0 | 10  | 0  |
| Eija Sorvari     | Sport      | 4  | 6  | 7 | 10  | 13 |
| Hanna Hakala     | Sport      | 4  | 6  | 4 | 10  | 0  |

### Qualifikation zum Finalturnier
Der Sieger der Gruppe Nord spielte mit dem Zweitplatzierten der Gruppe Ost um die Teilnahme am Finalturnier.
|  | Sport Vaasa | 1:7 | Tiikerit Hämeenlinna |  |

## Finalturnier

### Ergebnisse
- HJK Helsinki – Ilves Tampere 2:1[1]
- EVU Vantaa – Tiikerit Hämenlinna  9:0
- Ilves Tampere – EVU Vantaa  4:5
- Tiikerit Hämeenlinna – HJK Helsinki 0:11
- EVU Vantaa – HJK Helsinki 5:6
- Ilves Tampere – Tiikerit Hämeenlinna 8:2

### Tabelle
| Platz | Name                 | Spiele | S | U | N | Tore  | Punkte |
| ----- | -------------------- | ------ | - | - | - | ----- | ------ |
| 1.    | HJK Helsinki         | 3      | 3 | 0 | 0 | 19:06 | 6      |
| 2.    | EVU Vantaa           | 3      | 2 | 0 | 1 | 19:10 | 4      |
| 3.    | Ilves Tampere        | 3      | 1 | 0 | 2 | 13:09 | 2      |
| 4.    | Tiikerit Hämeenlinna | 3      | 0 | 0 | 3 | 02:28 | 0      |

### Beste Scorer
Quelle: whockey.com; Abkürzungen: Sp = Spiele, T = Tore, V = Assists, Pkt = Punkte, SM = Strafminuten; Fett: Bestwert
| Spieler          | Mannschaft | Sp | T | V | Pkt | SM |
| ---------------- | ---------- | -- | - | - | --- | -- |
| Tarja Kujanpää   | HJK        | 3  | 6 | 5 | 11  | 2  |
| Hanna Teerijoki  | EVU        | 3  | 7 | 3 | 10  | 0  |
| Liisa Karikoski  | EVU        | 3  | 7 | 2 | 9   | 0  |
| Elisa Koivunen   | HJK        | 3  | 6 | 0 | 6   | 0  |
| Jaana Rautavuoma | Ilves      | 3  | 1 | 3 | 4   | 0  |
| Liisa Mäenpää    | Ilves      | 3  | 1 | 3 | 4   | 2  |

## Kader des finnischen Meisters
| Finnischer Meister HJK Helsinki | Torhüter: Tuija Huhtaniemi, Leila Tuomiranta Feldspieler:: Anna Buttenhof, Auli Harinen, Niina Honkanen, Tuula Keronen, Tuija Kohonen, Elisa Koivunen, Tarja Kujanpää, Tiina Lahkela, Katri-Helena Luomajoki, Maikki Melavaara, Leena Nisonen, Sari Nuotio, Taina Nykänen, Maaret Parviainen, Taina Piironen, Maarit Rastas, Maarit Rautiainen, Tiina Sallinen, Merja Tolvanen, Piia Vuorinen |